# SEC (voetbalclub)
SEC (Soest ESVAC Combinatie) is een Nederlandse amateurvoetbalclub uit Soest, opgericht op 1 augustus 1938. Het eerste elftal van de club speelt in de Vierde klasse zaterdag (seizoen 2020/21). SEC telt vijf seniorenteams, vijftien jeugdteams en acht zaalvoetbalteams en speelt op sportpark Bosstraat West in Soest.

## Geschiedenis

### Oprichting
Vv Soest was de eerste voetbalclub in Soest en werd opgericht op 1 januari 1923. Op 3 oktober 1923 werd daarnaast de E.S.V.A.C. (Eerste Soester Voetbal- en Atletiek Club) opgericht die in het begin speelde op een terrein aan de Soesterbergsestraatweg.
De combinatieclub SEC werd opgericht op 1 augustus 1938. De heren Lisee, van Zadelhof en Donker kregen met moeite voor elkaar dat E.S.V.A.C., de club van de elite, en vv Soest, de arbeidersclub, samengingen als Soest ESVAC Combinatie. Het eerste bestuur van SEC werd gevormd door P. Donker (voorzitter), C. van Wijngaarden (secretaris), B. Steur (penningmeester), W. Hoek (2e voorzitter), G.H. van de Broek, A. de Leest en Th. Majoor. SEC ging spelen op het terrein van E.S.V.A.C. aan de Schrikslaan, waar later  Tennis- en Squashcentrum Soestdijk zich vestigde.
De initiatiefnemers van de samensmelting waren van mening dat vv Soest en E.S.V.A.C. samen moesten gaan omdat het voetbaltalent in Soest te veel verdeeld was. Het was geen financiële kwestie. Dat het streven om Derde klasse of hoger te gaan spelen niet slaagde, kwam omdat toentertijd het systeem bestond dat na een kampioenschap nog promotiewedstrijden gespeeld moesten worden. De eerste twee jaar van het bestaan werd het kampioenschap wel bereikt, maar waren de promotiewedstrijden een te zware opgave.

### Verhuizing en promotie
In 1951 verhuisde SEC naar de huidige locatie Bosstraat. In het begin was er slechts één veld met kleedkamers. In seizoen 1957/58 werd SEC kampioen in Vierde klasse H en promoveerde naar de Derde klasse KNVB. SEC behaalde uit 20 wedstrijden 30 punten (toen nog 2 punten per gewonnen wedstrijd). In de laatste en beslissende wedstrijd tegen en bij VVIJ behaalde SEC door een 2-2 gelijkspel het kampioenschap. Daarna moest SEC nog vijf promotiewedstrijden spelen om uiteindelijk de promotie naar de Derde klasse te kunnen vieren.
In 1965 besloot het bestuur onder leiding van voorzitter Wilhelm om bij SEC een zaterdagafdeling op te richten. De hoofdreden van dit initiatief was te voorkomen dat SEC-spelers naar andere verenigingen zouden gaan. In 1967/68 werd SEC zaterdag kampioen van de Derde klasse D afdeling Utrecht.

### Nieuwe clubhuis
Het huidige clubhuis werd op 21 mei 1966 geopend door wethouder K. de Haan. Het clubhuis is ontworpen door oud SEC-keeper Dik Renooy en werd gebouwd door aannemersbedrijf W. Uyland, met veel hulp van vrijwilligers die gecoördineerd werden door Henk Tuenter. Op 14 augustus 1971 werd het clubhuis uitgebreid met vier kleedkamers en een bestuurskamer, welke ook werd geopend door wethouder de Haan. In 1974 werd de laatste uitbreiding gerealiseerd, een nieuwe bestuurskamer, een keuken, vergroting van de kantine en een nieuwe bar. In 2013 kwam er een terras en is de toegankelijkheid voor gehandicapten verbeterd.

## Voetbal in Soest
Naast SEC zijn er drie andere voetbalclubs in Soest, het van oorsprong Rooms-Katholieke SO Soest, het van oorsprong protestants-christelijke VVZ'49 en de buurtclub Hees. In 2007 waren er fusiebesprekingen tussen SEC en Hees. In de jaren 90 waren er al besprekingen over de integratie van SEC, SO Soest en VVZ’49, die op niets uitliepen.

## Competitieresultaten 1997–2018 (zaterdag)
| 3 7B |

|  |

| 1 7A |

| 11 6B |

| 7 7A |

|  |

|  |

| 11 5C |

| 8 5C |

| 8 5A |

| 10 5C |

| 7 5C |

| 10 5C |

|  |

|  |

|  |

|  |

| 1 4F |

| 10 3D |

| 10 3D |

| 14 3D |

| 11 4F |

| - 4G |

| Derde klasse   | Vierde klasse |
| Vijfde klasse  | Zesde klasse  |
| Zevende klasse |               |

## Competitieresultaten 1939–2013 (zondag)
| 1 4H |

| 2 |

| 4 4I |

| 1 4L |

| 5 4L |

| 4 4L |

|  |

| 2 4N |

| 4 4J |

| 1 4K |

| 7 4M |

| 1 4K |

| 4 4J |

| 2 4G |

| 5 4G |

| 3 4G |

| 6 4H |

| 6 4G |

| 3 4G |

| 1 4H |

| 3 3D |

| 6 3C |

| 4 3D |

| 9 3D |

| 3 3C |

| 6 3C |

| 4 3D |

| 4 3D |

| 7 3D |

| 11 3D |

| 3 4G |

| 2 4G |

| 6 4G |

| 5 4G |

| 2 4G |

| 8 4G |

| 9 4H |

| 8 4G |

| 5 4G |

| 8 4G |

| 3 4G |

| 2 4G |

| 7 4G |

| 5 4G |

| 11 4G |

| 4 4G |

| 1 4G |

| 12 3D |

| 5 4G |

| 1 4G |

| 4 3D |

| 4 3D |

| 12 3D |

| 9 4G |

| 1 4G |

| 11 3D |

| 10 4H |

| 7 4G |

| 1 4G |

| 12 3D |

| 9 4G |

| 12 4G |

| 7 5A |

| 5 5G |

| 8 5G |

| 10 5G |

| 7 5G |

| 7 5H |

| 10 5H |

|  |

|  |

| 4 6D |

| 3 6C |

| 10 5F |

| 11 5E |

| Derde klasse | Vierde klasse | Vijfde klasse | Zesde klasse | Noodcompetitie |

In elke staaf van de grafiek staat van boven naar beneden vermeld: 
- Eindnotering

Dit is de positie die de club heeft bereikt in de competitie, zonder eventuele beslissings-, play-off- of nacompetitiewedstrijden die nodig zijn geweest om bijvoorbeeld de kampioen van de competitie te bepalen.
Indien een * achter het getal staat is de notering een tussenstand en kan het zijn dat de notering niet overeenkomt met de uiteindelijke eindstand van de competitie.
Staat er een - dan is het seizoen nog bezig en is er geen definitieve uitslag bekend.
Staat er xx op de positie van de notering, dan heeft de club vroegtijdig de competitie verlaten. Dit kan onder andere komen door terugtrekking van het team, faillissement van de club of door een uitgedeelde straf van de KNVB. In veel gevallen staat elders in het artikel de reden vermeld.
Staat er een ? dan is het resultaat uit het verleden onbekend, en is alleen de competitie of het niveau bekend van dat seizoen.
In de seizoenen 2019/20 en 2020/21 werd wegens de coronacrisis het amateurvoetbal afgebroken. Daardoor kennen deze staven geen eindklassering (middels -- weergegeven).
- Competitieniveau en afdelingsletter of Officiële eindstand Eredivisie
  - Competitieniveau en afdelingsletter

Hierbij geeft het getal het niveau weer, dat ook terug te vinden is in de legenda. De letter is de afdelingsaanduiding en wordt gebruikt wanneer er meer afdelingen zijn op hetzelfde niveau. De afdelingsletter is altijd een hoofdletter en wordt meestal zonder nummer gebruikt.
Voorbeeld: 2F is niveau 2e klasse competitie F.
Het competitieniveau en nummer wordt niet vermeld wanneer er slechts één competitie van dit niveau was.
  - Officiële eindstand Eredivisie (getal staat tussen haakjes vermeld)

Sinds de introductie van play-offwedstrijden voor Europees voetbal na afloop van de reguliere competitie in 2005/06, is de KNVB verplicht een eindstand van de Eredivisie door te geven aan de UEFA aan de hand van deze play-offwedstrijden.
Bij deze eindstand staan clubs die zich hebben gekwalificeerd voor Europees voetbal hoger dan clubs die zich niet wisten te kwalificeren. Indien er geen verschil was tussen de eindnotering en de officiële eindstand, staat dit getal niet vermeld.

- Onderafdeling

Hier staat afgekort de naam van de onderafdeling indien de club in dat jaar in een onderafdeling uitkwam. Tevens staat deze afkorting in de legenda en wordt gelinkt naar het artikel over deze onderafdeling. Deze afkorting wordt alleen vermeld wanneer de club in het verleden in verschillende onderafdelingen heeft gespeeld. Deze vermelding is in de staaf altijd in kleine letters. Deze onderafdelingen zijn na het seizoen 1995/96 afgeschaft. Heeft de club in slechts één onderafdeling gespeeld, dan is dit alleen terug te vinden in de legenda.
Onder de staaf staat het jaartal vermeld waarin het seizoen is afgesloten. 15 verwijst naar het seizoen 2014/15 of eventueel het seizoen 1914/15.
Wanneer een staaf leeg is, zijn deze gegevens niet bekend. Het kan ook zijn dat de club dat seizoen niet heeft meegespeeld op het hogere amateurniveau, vroegtijdig de competitie heeft verlaten of uit de competitie is gezet.

In het seizoen 1944/45 was er wegens de Tweede Wereldoorlog geen regulier competitievoetbal.

## Bekende (oud-)spelers
- Peter Heemskerk
- Evert Hooijer
- Piet Schrijvers
- Nico van Zoghel

## Bekende (oud-)trainers
- Luc Bijker